# Тинсукия (округ)

Округа Ассама (22 — Тинсукия)

Тинсукия (ассам. তিনিচুকীয়া জিলা; англ. Tinsukia) — округ в индийском штате Ассам. Образован 29 сентября 1989 года. Административный центр — город Тинсукия. Площадь округа — 3790 км². По данным всеиндийской переписи 2001 года население округа составляло 1 150 062 человека. Уровень грамотности взрослого населения составлял 61 %, что немного выше среднеиндийского уровня (59,5 %). Доля городского населения составляла 19,5 %.